# 7-й Вирджинский пехотный полк
7-й Вирджинский пехотный полк (англ. The 7th Virginia Volunteer Infantry Regiment) — был пехотным полком, набранным в западных округах штата Вирджиния для армии Конфедерации во время Гражданской войны в США. Он сражался почти исключительно в составе Северовирджинской армии, в основном в бригаде Джеймса Кемпера и участвовал в «атаке Пикетта» под Гетисбергом.

## Формирование
7-й Вирджинский был сформирован в мае 1861 года в Манассасе, Вирджиния. Его роты набирались в округах Джилс, Мэдисон, Раппаханок, Калпепер, Грин и Эльбимерл. Его командиром стал полковник Джеймс Кемпер.

## Боевой путь
Он был задействован в первом сражении при Булл-Ран, в составе бригады Джубала Эрли. Впоследствии числился в бригадах Юэлла, Эмброуза Хилла, Джеймса Кемпера и Уильяма Терри. Участвовал во всех сражениях Северовирджинской армии кроме Чанселрсвиллского (так как находился под Саффолком). Полк сражался при Дрюри-Блафф и Колд-Харборе, участвовал в обороне Петерсберга и отступлении к Аппоматоксу.
В июне 1862 года Джеймс Кемпер стал командиром бригады, и полк передали Уоллеру Паттону. Паттон командовал полком в сражении при Глендейле, затем во втором сражении при Бул-Ране, где полк участвовал во фланговой атаке Лонгстрита, затем в сражении при Энтитеме, где бригада удерживала правый фланг Северовирджинской армии. На третий день сражения при Геттисберге полк участвовал в атаке Пикетта. Полковник Паттон был убит в этом бою и командование полком принял подполковник Чарльз Фловерри.
После Гетисберга командование бригадой принял Уильям Терри и её направили в Северную Каролину, где она простояла почти год и только в июне 1864 снова вернулась в Северовирджинскую армию, приняв участие в сражении при Колд-Харбор.
Всего за время войны в полку служило 1284 человека, из них 125 человек умерли от болезни, 135 от ранений, 130 дезертировало, 336 попало в плен.